# Styggbergstjärnen, Medelpad
Styggbergstjärnen är en sjö i Ånge kommun i Medelpad och ingår i Ljungans huvudavrinningsområde. Sjöns area är 0,052 kvadratkilometer och den befinner sig 370 meter över havet.